# Fotbalista roku (Paraguay)
V Paraguayi ocenění Fotbalista roku udělují každoročně noviny Diario ABC Color nejlepšímu fotbalistovi paraguayské národnosti (nebo paraguayského občanství). Nevztahuje se pouze na domácí ligu, hráč může působit kdekoli ve světě.

## Přehled vítězů
| Rok  | Vítěz                   | Klub                    |
| ---- | ----------------------- | ----------------------- |
| 1997 | Carlos Gamarra          | Benfica Lisabon         |
| 1998 | Carlos Gamarra          | SC Corinthians Paulista |
| 1999 | Roque Santa Cruz        | Olimpia Asunción        |
| 1999 | Roque Santa Cruz        | Bayern Mnichov          |
| 2000 | José Cardozo            | Deportivo Toluca FC     |
| 2001 | Roberto Acuña           | Real Zaragoza           |
| 2002 | José Cardozo            | Deportivo Toluca FC     |
| 2003 | José Cardozo            | Deportivo Toluca FC     |
| 2004 | Justo Villar            | Newell's Old Boys       |
| 2005 | Julio dos Santos        | Cerro Porteño           |
| 2006 | Óscar Cardozo           | Nacional Asunción       |
| 2006 | Óscar Cardozo           | Newell's Old Boys       |
| 2007 | Salvador Cabañas        | Club América            |
| 2008 | Claudio Morel Rodríguez | Boca Juniors            |
| 2009 | Óscar Cardozo           | Benfica Lisabon         |
| 2010 | Lucas Barrios           | Borussia Dortmund       |
| 2011 | Pablo Zeballos          | Olimpia Asunción        |